# 辻キヨ
- 辻キヨ[1][2][3]
- 辻きよ[4][5]

辻 キヨ（つじ キヨ、1912年〈大正元年〉9月4日 - 1996年〈平成8年〉12月17日）は、日本の化学者。日本の女性科学者のパイオニアとされる丹下梅子や鈴木ひでるを輩出した東京の日本女子大学校の出身であり、丹下梅子や鈴木ひでるの教え子、第2世代といえる女性科学者の1人である。日本女子大学の化学教室の中心人物として、同大学の化学教育を支え、私立女子大学で初となる理学部の礎を築くために貢献した。各種奨学金の設立により、後進の女性科学者の育成にも尽力した。科学者としての活動に加え、婦人国際平和自由連盟の要職をつとめ、平和運動にも尽くした。

## 経歴

### 誕生 〜 日本女子大学校へ
1912年（大正元年）9月、岩手県山田町字織笠で、12人兄弟姉妹の末子として誕生した。出生名は昆野キヨ。海産物加工業を大規模に行う家の生まれであり、山田町の自然に囲まれ、何不自由なく育った。
兄たちが仙台、姉が東京へ進学していたことの影響を受けて、学問の都として仙台市で学ぶことに憧れて、宮城県立第一高等女学校（現・宮城県宮城第一高等学校）に入学した。長兄が細菌学の研究のために朝鮮にわたっていたため、その留守宅で、甥や姪たちと兄弟同然に生活した。
姉の1人が、日本女子大学校の創立者である成瀬仁蔵を尊敬し、成瀬の著書を愛読していたこと、同大学校が卒業生の会「桜楓会」を日本国外にも置くほど規模の大きい学校であることから、姉の勧めもあって、日本女子大学校への進学を志願した。女学校を卒業後に上京し、日本女子大学校へ進学した。
1933年（昭和8年）から、丹下梅子の指導のもとで、卒業論文のために米の糊化温度に関する研究に着手した。水、パラフィン、油、濃硫酸などを用いた二重鍋による研究の末に、糊化温度を見出すことに成功した。これは、後年に開発される電気炊飯器の原理に繋がるものである。翌1934年（昭和9年）、日本女子大学校家政学部第二類を卒業した。

### 日本女子大学校に勤務

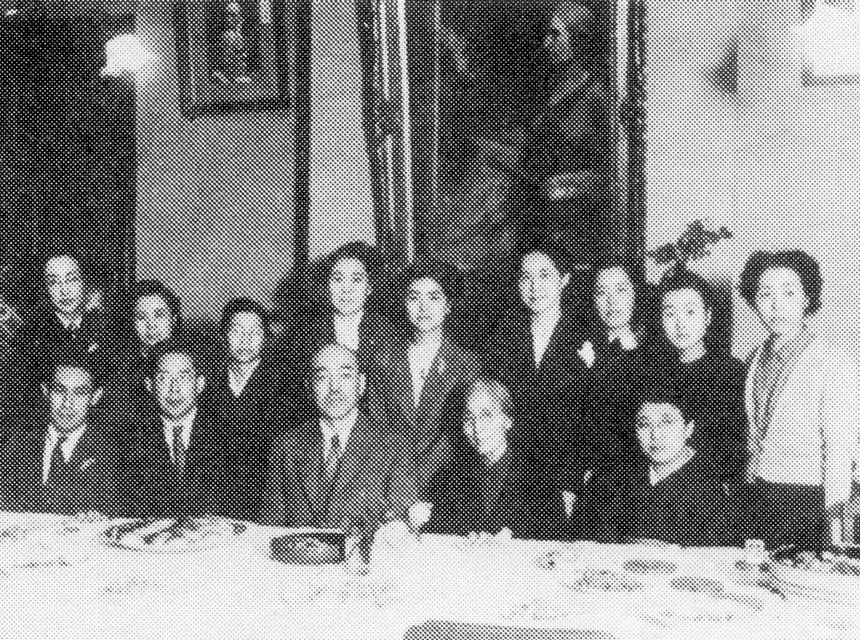
日本女子大学校講師・高木誠司の送別会にて、後列左から4人目が辻キヨ（1939年）。

卒業後のキヨは研究所への勤務を希望して、慶応義塾大学の食糧研究所の試験を受けるなどしていた。その折に鈴木ひでるからの呼び出しを受けて、同1934年4月から、日本女子大学校で助手として勤務することとなった。当時の同校の化学教室は、長井長義により女子教育に力が入れられており、丹下梅子や鈴木ひでるといった女性化学者を輩出しており、研究の熱気にあふれていた。キヨの当初の仕事は鈴木ひでるの助手、非常勤講師である東京帝国大学の緒方章らの助手、夜間は桜楓会の5年制高等女学校の化学教師であった。
同1934年5月に、鈴木ひでるが長年をかけたペリレンの研究が完成間近の頃、その大事な研究材料をキヨがすべてこぼしてしまった。ひでるに強く責められたキヨは、その責任感から生涯にわたってひでるに仕えることを誓い、ひでるが1944年（昭和19年）に急逝するまで献身的に尽くした。
やがて戦争の激化に伴い、日本電気のガラスの分析、蛍光灯の材料である二酸化マンガンから硫酸マンガンを作る仕事などで、学生たちと共に多忙を極めた。1945年（昭和20年）には東京大空襲によって無一文となったものの、焼け跡に畑を作ってカボチャを育て、困っている人々に分け与えた。終戦後は物資不足で研究の継続が困難であったことや、自分の力をさらにつけたいとの考えもあって、早稲田大学の附属高等工学校で、電気の勉強をした。
1948年（昭和23年）、日本女子大学校が新制大学に移行して、日本女子大学となった。キヨは助教授として、丹下梅子と共に、家政理学科一部の化学教育を務めた。丹下が1951年（昭和26年）に退職した後は、化学教室はキヨに一任され、キヨは日本女子大の化学教室の中心人物となった。
1952年（昭和27年）頃からは、慶応義塾大学医学部教授である上田武雄の指導と、助手の中村節子や木村絹子らの協力のもとで、アゾ色素の研究を始めた。各種のアゾ色素の合成によって呈色反応を調査した末に、1957年（昭和32年）、「アゾ色素系有機試薬の研究」により、京都大学により薬学博士の学位を取得した。この論文は全6章から成り、日本薬学会の薬学雑誌に投稿した論文をまとめたものであった。
同1952年、早稲田実業の電気工学科を卒業して、工学士としての資格を得た。

### 奨学金の設立
1944年（昭和19年）、丹下梅子が肺炎で入院した。キヨはそれ以前から、体調を崩した鈴木ひでるに代わって丹下の世話をしていたため、入院後も丹下のために食事や入浴などの世話を続けた。キヨはこの丹下の世話を通じて、丹下の偉業を認識するようになり、それを伝記の執筆によって人々に広めることを決心し、『先覚者丹下先生』を出版した。この売上や、学生や有志の寄付によって、1957年（昭和32年）5月に「丹下記念奨学金」が制定され、家政理学科一部の数学、物理学、化学それぞれの学生1名に授与された。
昭和30年代には理学部の設立を目指して、その資金のために家政理学科の主催によるダンスパーティーを開催した。大学卒の初任給が2万円弱であった当時において、パーティー1回につき10万円から20万円の利益が得られた。本来の目的である理学部設立は、キヨの在任中には叶わなかったものの、この収益金がもととなって、1965年（昭和40年）に「家政理学科一部奨学金（後に理学部奨学金）」が設立された。

### 中国を訪問 〜 平和運動
1975年（昭和50年）、キヨを団長とする日本婦人科学者日中友好団が、中国を訪問した。当時の中国科学院は科学技術に対して最高の権威を持っており、中国科学院から招請を受けてのことである。キヨたちの訪問は、中国では新聞やラジオでも報道され、各地で熱烈な歓迎を受けた。一同は学術講演をしつつ、中国の大学、研究所、学校、工場、農村を回った。
キヨはこの中国訪問を通じて、男女共同参画の実現や人間尊重の科学技術の発展などを強く感じ取った。また、当時は日本でも公害が大きな社会問題となっていたことで、中国での公害対策の取組にも強い関心を示した。キヨはそれ以前から環境問題に興味を持ち、1970年代に環境調査に関する冊子を出していたほどで、この中国訪問を通じてさらに平和への関心が高まったと見られている。
1968年（昭和43年）より、婦人国際平和自由連盟（Women's International League for Peace and Freedom、以下WILPFと略）の会計員、1971年（昭和46年）には同副会長、1973年（昭和48年）から1981年（昭和56年）までは同日本支部会長を務めた。WILPFの国際総会がデンマークで開催された際には、キヨは総会に出席し、さらにヨーロッパの10か国を訪れて、平和と自由の基礎を築くための努力、人種を超えて手を結び、戦争の無い世界を作らなければならないと痛感した。
帰国後の1973年（昭和48年）、WILPFの日本支部会長となった。1977年（昭和52年）には、WILPFの第20回国際総会が東京で開催されるにあたって、準備委員長を務め、これを成功させた。この総会を通じてキヨは、平和教育の徹底の大切さ、平和の樹立が核兵器廃絶に繋がることを感じとり、人類の破滅と地球の破壊を防ぐため、婦人の力を結集するとの考えに至った。また、この東京での開催が縁となり、アメリカでの第21回では、キヨが送った広島の「平和の鐘」のテープが流れた。
1981年（昭和56年）には、原水爆禁止世界大会東京大会国際議長に就任した。同1981年11月には、アメリカとソビエト連邦の間での戦域核ミサイル交渉がジュネーブで行われるに先立ち、地球上のあらゆる生命を滅ぼす戦争を防ぐために、誠意を持った話し合いと、この交渉がさらなる軍縮に繋がることの要請文を、両国の政府宛てに提出した。
翌1982年（昭和57年）4月には、中華全国婦女連合会の康克清らが初めて平和運動のために訪日するにあたり、全国女性団体連絡協議会会長の大友よふ、汎太平洋東南アジア婦人協会会長の藤田たきらと共に歓迎委員会の代表を務め、康克清ら12人の代表団を迎えた。同1982年5月、第2回国連軍縮極別総会開催を機として、「第2回国連軍縮特別総会に核兵器完全禁止と軍縮を要請する国民運動推進連連絡会議」に名を連ね、当時の内閣総理大臣である鈴木善幸に、核軍備と軍縮の諸問題に関する日本政府の立場と製作を問う要請書を提出した。第2回国際軍縮特別総会に際しても、核兵器完全禁止と軍縮を要請する国民署名運動の呼びかけ人を務め、核廃絶と軍縮運動で街頭演説を行った。第2回国連軍縮特別総会のためにニューヨークにも出向いた。

### 晩年 〜 没後
1981年（昭和56年）、日本女子大学を定年退職して、名誉教授となった。退職に際して、幼稚園から大学までの理科教育に携わる教員の研究と教育の援助を目的として、「理科一貫教育振興奨学金」を設立した。
退職の数年後より、病気療養に入った。十年以上に及ぶ闘病生活の末、1996年（平成8年）12月17日、東京都八王子市の八王子山王病院で、心不全により満84歳で死去した。没後の翌1997年（平成9年）1月、従五位に叙せられた。
悲願であった日本女子大学の理学部は、キヨの死去の数年前の1992年（平成4年）に創設され、日本女子大は理学部を有する唯一の私立女子大学となった。日本女子大が新制大学となってからの家政理学科一部では物理、数学、化学分野で理学教育が行われており、その教育内容は理学部に通じるものであったことから、化学分野の長としてのキヨの教育は、理学部創設の機運を高めることに貢献したと見られている。理学部奨学金や丹下記念奨学金は令和期においても、日本女子大で優秀な成績をおさめた生徒たちのために運営され続けている。

## 人物
大変な努力家であった。日本女子大学校の4年間の在学中、郷里の岩手への帰省は一度きりで、休日には近所の図書館に入り浸っていた。学業の傍ら、家では兄、姉、姪たちとの共同生活を営み、一家の主婦代りとして多忙な日々を過ごしていた。終戦後に早稲田で学んでいた時期には、日本女子大で講義を行ない、その後に夕刻から早稲田で学んでおり、その姿勢に啓発されたとの声もあった。
教え子の1人である蟻川芳子の学生時代の回想によれば、長井長義の話を何度も聞かされたという。卒業生の結婚式の祝辞を求められたときにも、長井のことを延々と話し続けていた。長井は「女性に科学は無用」と言われた時代にあって女性教育に尽力した人物であり、キヨはその長井を心から尊敬し、その尊敬の念が科学者、教育者としてのキヨを支えていたとみられている。
先述の通り、鈴木ひでるには生涯にわたって献身的に尽くし、丹下梅子の晩年の世話もこなした。特に丹下の世話の様子は、死去の折に終戦前年の混乱期にもかかわらず心を込めて葬儀を手伝うなど、肉親以上のものであった。これには、丹下の世話を始めた年にキヨが実母と死別しており、親孝行もできない内に母を喪ったことから、丹下に尽くすことによって自分の親不孝を神に詫びたいとの思いがあった。
後輩や教え子たちといった後進の者たちを温かく励ますなど、人材育成にも努めていた。学生たちが、物理と化学に加えて数学を学ぶことを望んだ際には、学生たちの資格取得への道を開くために、数学分野の履修科目を増やした。
私生活においては38才のとき、終戦直後の早稲田を通じて知り合った男性と結婚した。男性が妻を喪って4人の子供を抱えていたため、キヨは4人の子の継母となった。生まれつき腎臓の弱かった三男が高校3年のときに死去、夫とも死別という不幸に見舞われたものの、結婚から25年以上経った頃には孫や曾孫たち10人に囲まれ、愛情豊かな家庭を築いていた。ソプラノ歌手の菊地美奈は孫の1人である。

## 著書
- 『先覚者丹下先生』日本女子大学香雪化学館「丹下賞」設立委員会、1953年。 NCID BN06017147。
- 『生活化学』明玄書房、1958年。 NCID BN15131030。
- 『生活の科学』広川書店、1968年9月10日。 NCID BN12101361。
- 『中国への旅』婦人国際平和自由連盟日本支部、1977年8月。 NCID BA66335105。
- 『再教育の諸問題』日本図書センター、2004年11月。 NCID BA69735391。